# Tita Merello
Tita Merello, nome artístico de Laura Ana Merello (Buenos Aires, 11 de outubro de 1904 — Buenos Aires, 24 de dezembro de 2002), foi uma atriz e cantora de tangos argentina.
Foi uma das primeiras e principais vedettes argentinas. Nasceu no mítico bairro de San Telmo. Teve uma infância muito dura, vivendo em um abrigo, já que sua mãe a abandonou e seu pai morreu muito jovem. Começou a atuar em teatro nas imediações do porto de Buenos Aires, como corista de uma companhia chamada ba ta clan, que alguns jornalistas do período diziam ser quase pornográfica.

## Cantora
Em 1927 começou a gravar discos na companhia Odeon, cumprindo uma trajetória de mais de cinco décadas na indústria fonográfica argentina, tendo o seu auge na década de 50, quando gravou muitos êxitos com a orquestra de Francisco Canaro entre eles os inesquecíveis registros dos tangos Niño Bien, El Choclo, Pipistrela e da milonga Se dice de mí, e mesmo gravando relativamente pouco tendo em vista a sua longa atividade é considerada como uma das mais significativas cantoras do tango, ainda que não tivesse propriamente uma grande voz, mas dona de um estilo personalíssimo de cantar que lhe rendeu muitos elogios dos aficionados da música portenha. Gravou pela última vez em 1979, quando fez um disco com o famoso bandoneonista Héctor Varela.

## Cinema
Em 1933 iniciou a sua carreira no cinema, quando participa do primeiro longa-metragem falado do cinema argentino: Tango!, tendo sido uma das mais importantes atrizes da história da Argentina. Sua revelação como atriz dramática se deu em 1937, quando protagonizou o filme La Fuga. O ápice de sua carreira como atriz foi como a de cantora, verificando-se na década de 1950, quando roda filmes como Filomena Marturano, Arrabalera, Los Isleros, Mercado del Abasto entre outros. Atuou nas telas até 1985. Também participou em muitos seriados da televisão de seu país. Foi muito estimada pelo grande público que a chamou de la morocha argentina (A morena argentina) e também de Tita de Buenos Aires.

## Retiro
No final da vida, quando sentiu o debilitar de sua saúde, decidiu internar-se voluntariamente na Fundación Favaloro, do renomado médico René Favaloro, que passou a ser seu protetor. Com o suicídio do cirurgião em 2000, Tita ficou muito abalada.
Faleceu aos 98 anos na véspera do Natal de 2002, na sua querida Buenos Aires.

## O tema deBetty, la Fea
O tema original da famosa telenovela colombiana Betty la fea, a milonga Se Dice de Mí foi popularizada por Tita Merello. Essa milonga tem uma rica história.
Quando filmou Mercado del Abasto, um filme de Lucas Demare, Tita Merello interpretou a famosa milonga de Francisco Canaro e Ivo Pelay: Se dice de mí, que foi originalmente feita para ser cantada por um homem e assim foi gravada pela orquestra de Canaro com seu cantor Carlos Roldán em 1943. Mas foi adaptada para ser interpretada por Tita Merello e foi gravada por ela ainda com a orquestra de Francisco Canaro em 1954, e a marcou para sempre. A gravação feita para a telenovela foi feita pela cantora colombiana Yolanda Rayo.

## Filmografia
- Tango! (1933)
- Idolos de la radio (1934)
- Noches de Buenos Aires(1935)
- Así es el tango (1937)
- La Fuga (1937)
- Ceniza al viento (1937)
- 27 millones (1942)
- Don Juan Tenorio (1949)
- La historia del tango(1949)
- Morir en su ley (1949)
- Filomena Marturano (1950)
- Arrabalera(1950)
- Los Isleros (1951)
- Vivir un instante (1951)
- Pasó en mi barrio(1951)
- Deshonra (1952)
- Guacho (1954)
- Mercado de Abasto (1955)
- Para vestir santos (1955)
- El amor nunca muere (1955)
- La morocha (1955)
- Amorina (1961)
- Los evadidos (1964)
- Ritmo nuevo, vieja ola (1964)
- La industria del matrimonio (1964)
- Los hipócritas (1964)
- Esto es alegría! (1967)
- El andador (1967)
- Viva la vida! (1969)
- La madre María (1974)
- El canto cuenta su historia (1976)
- Los miedos (1980)
- Las barras bravas (1985)